# Leonardo Jardim
José Leonardo Nunes Alves Sousa Jardim (* 1. August 1974 in Barcelona, Venezuela) ist ein portugiesischer Fußballtrainer. Derzeit ist er Fußballtrainer des Cruzeiro EC in Brasilien.

## Trainerkarriere

### Anfänge
Jardim, Sohn portugiesischer Auswanderer, wurde in Venezuela geboren, verbrachte jedoch seine Kindheit und Jugend auf der portugiesischen Insel Madeira.
Nach Trainerstationen bei AD Camacha und GD Chaves, zwei unterklassigen portugiesischen Vereinen, kam Jardim zum portugiesischen Zweitligisten SC Beira-Mar. Mit dem SC Beira-Mar stieg er 2009/10 in die Primeira Liga, die höchste portugiesische Spielklasse, auf. In der Primeira Liga 2010/11 spielte Beira-Mar bis zum Ende von Jardims Amtszeit, kurz vor Saisonende, im unteren Mittelfeld der Tabelle mit.

### Sporting Braga
Zur Saison 2011/12 wechselte Jardim ligaintern zu Sporting Braga. Die Primeira Division beendete Braga auf Platz 3 und gelangte damit in die Qualifikation zur UEFA Champions League 2012/13. Außerdem schied man im Taca de Portugal in der 4. Runde gegen den späteren Finalisten, Sporting Lissabon, aus und im Taca da Liga im Halbfinale.

### Olympiakos Piräus
Zur Saison 2012/13 nahm Jardim ein Engagement bei dem griechischen Serienmeister Olympiakos Piräus an. In der UEFA Champions League 2012/13 beendete man die Gruppenphase als Dritter, hinter dem FC Schalke 04 und dem FC Arsenal und gelangte so in die K.-o.-Phase der UEFA Europa League. In der Mitte des Saison wurde das Engagement jedoch beendet, später gewann Olympiakos noch das Double.

### Sporting Lissabon
In der Saison 2013/14 übernahm Jardim den portugiesischen Hauptstadt-Klub Sporting Lissabon. Jardim beendete die Saison als Vizemeister, so gelang die Qualifikation für die UEFA Champions League 2014/15. Im Allianz Cup 2013/14 schied Jardim in der Gruppenphase, nach zwei Siegen und einem Unentschieden, gegen den FC Porto, aus und im Taça de Portugal 2013/14 scheiterte Jardim in der 4. Runde am Benfica Lissabon. Nach dieser Saison wurde das Engagement beendet.

### AS Monaco
Am 10. Juni 2014 wurde Leonardo Jardim als neuer Trainer der AS Monaco vorgestellt. Er hat einen Zweijahresvertrag plus einjähriger Option unterschrieben und trat damit die Nachfolge des Italieners Claudio Ranieri an.
Nachdem die AS Monaco in der Saison 2012/13 in die Ligue 1 aufstieg und 2013/14 Vizemeister wurde, erreichte Jardim in seinem ersten Jahr den dritten Platz. In der UEFA Champions League 2014/15 überstand er die Gruppenphase und zog durch einen Sieg im Achtelfinale, gegen den FC Arsenal, ins Viertelfinale ein, in welchem der Klub gegen den italienischen Meister Juventus Turin ausschied. Im Mai 2015 wurde sein Vertrag bei Monaco bis 2019 verlängert.
In der Ligue 1 2015/16 verteidigte Jardim den 3. Platz, während er in der Europa League 2015/16 in der Gruppenphase ausschied.
Der Höhepunkt seiner Amtszeit war der Gewinn der Meisterschaft in der Saison 2016/17. Außerdem erreichte Jardim, nach Siegen gegen unter anderem Borussia Dortmund, Manchester City und Tottenham Hotspur, das Halbfinale der UEFA Champions League 2016/17, in dem man wieder gegen Juventus Turin ausschied.
Unter Jardim gelang es, junge Spieler wie Thomas Lemar, Fabinho (beide 2018), Kylian Mbappé, Benjamin Mendy, Bernardo Silva, Tiemoué Bakayoko (alle 2017), Anthony Martial, Geoffrey Kondogbia, Layvin Kurzawa und Yannick Carrasco (alle 2015) zu entwickeln und mit hohen Erlösen zu transferieren. Dieser Transferpolitik musste jedoch in sportlicher Hinsicht zusehends Rechnung getragen werden: Nach der Meistersaison samt Erreichen des Champions-League-Halbfinals erreichte das Team in der Saison 2017/18 mit 13 Punkten Rückstand auf den Meister Paris Saint-Germain den zweiten Platz und schied in der Champions League in der Gruppenphase aus. Nach neun Spieltagen der Saison 2018/19 stand das Team mit sechs Punkten auf dem drittletzten Tabellenplatz, woraufhin Jardim am 11. Oktober 2018 entlassen wurde. Nachdem sein Nachfolger Thierry Henry in zwölf Ligaspielen nur zwei Siege eingefahren hatte, kehrte Jardim Ende Januar 2019 als Cheftrainer zur AS Monaco zurück. Jardim gelang in der Folge zwar der Klassenerhalt, kurz vor Jahresende wurde er auf dem siebten Tabellenplatz liegend aber erneut entlassen.

### Asien
Von Anfang Juni 2021 bis Mitte Februar 2022 stand er für den saudi-arabischen Klub al-Hilal an der Seitenlinie. In seiner kurzen Amtszeit führte er den Verein sowohl zum Gewinn des Supercups als auch der asiatischen Champions League.
In der Saison 2022/23 coachte er Shabab Dubai in den Vereinigten Arabischen Emiraten.
Zur Saison 2023/24 übernahm er den katarischen Klub Al-Rayyan SC.

### Brasilien
Anfang Februar 2025 gab der Cruzeiro EC aus Belo Horizonte die Verpflichtung von Jardim als neuen Cheftrainer bekannt.

## Erfolge
- Französischer Meister: 2017
- AFC Champions League: 2021
- Saudi-arabischer Supercup: 2021